# الجباجب (صعدة)
الجباجب هي إحدى قرى الجمهورية اليمنية. وهي تتبع جغرافيًا لمحافظة صعدة. وإداريًا لمديرية صعدة. يبلغ تعداد سكانها 2887 نسمة حسب الإحصاء الذي جرى عام 2004.